# Campionats del món de ciclisme de muntanya – Camp a través femení
El Campionat del món de Camp a través femení és una de les curses ciclistes que formen part dels Campionats del món de ciclisme de muntanya. La cursa està organitzada per la Unió Ciclista Internacional i es disputa anualment en un país diferent. La primera edició data del 1990. La guanyadora de la prova obté el mallot irisat que ostenta durant l'any següent al campionat en totes les competicions en què pren part.

## Palmarès
| Any                       | Or                     | Plata                  | Bronze                 |
| 1990 Durango              | Juli Furtado           | Sara Ballantyne        | Ruthie Matthes         |
| 1991 Ciocco               | Ruthie Matthes         | Eva Orvosova           | Silvia Fürst           |
| 1992 Bromont              | Silvia Fürst           | Alison Sydor           | Ruthie Matthes         |
| 1993 Métabief             | Paola Pezzo            | Jeannie Longo          | Ruthie Matthes         |
| 1994 Vail                 | Alison Sydor           | Susan De Mattei        | Sara Ballantyne        |
| 1995 Kirchzarten          | Alison Sydor           | Silvia Fürst           | Chantal Daucourt       |
| 1996 Cairns               | Alison Sydor           | Ruthie Matthes         | Maria Paola Turcutto   |
| 1997 Château-d'Œx         | Paola Pezzo            | Nadia De Negri         | Margalida Fullana      |
| 1998 Mont Sainte-Anne     | Laurence Leboucher     | Gunn-Rita Dahle        | Alison Sydor           |
| 1999 Åre                  | Margalida Fullana      | Alison Sydor           | Paola Pezzo            |
| 2000 Sierra Nevada        | Margalida Fullana      | Alison Sydor           | Paola Pezzo            |
| 2001 Vail                 | Alison Dunlap          | Alison Sydor           | Sabine Spitz           |
| 2002 Kaprun               | Gunn-Rita Dahle        | Anna Szafraniec        | Sabine Spitz           |
| 2003 Lugano               | Sabine Spitz           | Alison Sydor           | Irina Kalentieva       |
| 2004 Les Gets             | Gunn-Rita Dahle        | Maja Włoszczowska      | Alison Sydor           |
| 2005 Livigno              | Gunn-Rita Dahle        | Maja Włoszczowska      | Petra Henzi            |
| 2006 Rotorua              | Gunn-Rita Dahle        | Irina Kalentieva       | Marie-Hélène Prémont   |
| 2007 Fort William         | Irina Kalentieva       | Sabine Spitz           | Jingjing Wang          |
| 2008 Val di Sole          | Margalida Fullana      | Sabine Spitz           | Irina Kalentieva       |
| 2009 Canberra             | Irina Kalentieva       | Lene Byberg            | Willow Koerber         |
| 2010 Mont-Sainte-Anne     | Maja Włoszczowska      | Irina Kalentieva       | Willow Koerber         |
| 2011 Champéry             | Catharine Pendrel      | Maja Włoszczowska      | Eva Lechner            |
| 2012 Saalfelden-Leogang   | Julie Bresset          | Gunn-Rita Dahle Flesjå | Georgia Gould          |
| 2013 Pietermaritzburg     | Julie Bresset          | Maja Włoszczowska      | Esther Süss            |
| 2014 Lillehammer-Hafjell  | Catharine Pendrel      | Irina Kalentieva       | Lea Davison            |
| 2015 Vallnord             | Pauline Ferrand-Prévot | Irina Kalentieva       | Yana Belomoyna         |
| 2016 Nové Město na Moravě | Annika Langvad         | Lea Davison            | Emily Batty            |
| 2017 Cairns               | Jolanda Neff           | Annie Last             | Pauline Ferrand-Prévot |

## Palmarès sub-23
| Any                       | Or                    | Plata                  | Bronze                 |
| 2006 Rotorua              | Chengyuan Ren         | Liu Ying               | Sarah Koba             |
| 2007 Fort William         | Liu Ying              | Chengyuan Ren          | Elisabeth Osl          |
| 2008 Val di Sole          | Tanja Žakelj          | Nathalie Schneitter    | Aleksandra Dawidowicz  |
| 2009 Canberra             | Aleksandra Dawidowicz | Alexandra Engen        | Julie Bresset          |
| 2010 Mont-Sainte-Anne     | Alexandra Engen       | Annie Last             | Paula Gorycka          |
| 2011 Champéry             | Julie Bresset         | Annie Last             | Pauline Ferrand-Prévot |
| 2012 Saalfelden-Leogang   | Jolanda Neff          | Yana Belomoyna         | Paula Gorycka          |
| 2013 Pietermaritzburg     | Jolanda Neff          | Pauline Ferrand-Prévot | Yana Belomoyna         |
| 2014 Lillehammer-Hafjell  | Jolanda Neff          | Margot Moschetti       | Linda Indergand        |
| 2015 Vallnord             | Ramona Forchini       | Olga Terentyeva        | Jenny Rissveds         |
| 2016 Nové Město na Moravě | Jenny Rissveds        | Sina Frei              | Alessandra Keller      |
| 2017 Cairns               | Sina Frei             | Kate Courtney          | Alessandra Keller      |

## Palmarès júnior
| Any                       | Or                     | Plata              | Bronze             |
| 1996 Cairns               | Helena Eriksson        | Emelie Öhrstig     | Sonja Morf         |
| 1997 Château-d'Œx         | Cecilia Potts          | Helena Eriksson    | Anna Szafraniec    |
| 1998 Mont Sainte-Anne     | Cécile Rode            | Sévérine Hansen    | Sandrine Guironnet |
| 1999 Åre                  | Anna Szafraniec        | Lea Flückiger      | Sonja Traxel       |
| 2000 Sierra Nevada        | Sonja Traxel           | Maja Włoszczowska  | Nicole Cooke       |
| 2001 Vail                 | Nicole Cooke           | Maja Włoszczowska  | Julie Pesenti      |
| 2002 Kaprun               | Lisa Mathison          | Elisabeth Osl      | Petra Bublová      |
| 2003 Lugano               | Lisa Mathison          | Eva Lechner        | Almut Grieb        |
| 2004 Les Gets             | Nathalie Schneitter    | Laura Metzler      | Tereza Huříková    |
| 2005 Livigno              | Tereza Huříková        | Hanna Klein        | Tanja Žakelj       |
| 2006 Rotorua              | Tanja Žakelj           | Julie Krasniak     | Nadja Roschi       |
| 2007 Fort William         | Alla Boyko             | Jitka Skarnitzlová | Julie Bresset      |
| 2008 Val di Sole          | Laura Abril            | Barbara Benko      | Mona Eiberweiser   |
| 2009 Canberra             | Pauline Ferrand-Prévot | Michelle Hediger   | Candice Neethling  |
| 2010 Mont-Sainte-Anne     | Pauline Ferrand-Prévot | Yana Belomoyna     | Helen Grobert      |
| 2011 Champéry             | Linda Indergand        | Lena Putz          | Julia Innerhofer   |
| 2012 Saalfelden-Leogang   | Andrea Waldis          | Sofia Wiedenroth   | Lena Putz          |
| 2013 Pietermaritzburg     | Alessandra Keller      | Emilie Collomb     | Sarah Bauer        |
| 2014 Lillehammer-Hafjell  | Nicole Koller          | Malene Degn        | Sina Frei          |
| 2015 Vallnord             | Martina Berta          | Evie Richards      | Nicole Koller      |
| 2016 Nové Město na Moravě | Ida Jansson            | Lisa Pasteiner     | Martina Berta      |
| 2017 Cairns               | Laura Stigger          | Loana Lecomte      | Nadia Grod         |